# 奶油蛋糕帘蛤
奶油蛋糕帘蛤（学名：Placamen chloroticum）是帘蛤目帘蛤科蛋糕簾蛤屬的一种。主要分布于印度尼西亚、台湾，常栖息在浅海，海湾。

## 外部連結
- 維基物種上的相關：奶油蛋糕帘蛤